# Первый архитектор Южного берега Крыма
Первый архитектор Южного берега Крыма — должность и чин в Российской империи в период 1824-1910 годов, одна из государственных должностей, существовавших в Российской империи.
Почётное звание и должность были введены российским императором Александром I в 1824 году. Должность сократили в начале XX века, когда её номинанту присвоили более высокий статус — Первый императорский архитектор.

## Предпосылки
Используя привилегированное положение только что присоединённого Крыма и желая ускорить его интеграцию с российским обществом, императоры и царские чиновники стимулировали переезд в Крым русских помещиков-землевладельцев с их крепостными. Им предоставлялись новые земли, почти за бесценок, кроме того государство помогало им в застройке крымского побережья (предоставляя ссуды, архитекторов и застройщиков). Когда, уже в начале XIX века, первые желающие хлынули в Крым, чиновники вынуждены были выделять ответственных лиц, чтобы работы велись согласно процедуре и определённым нормам. Главным распорядителем всего того действа был генерал-губернатор Новороссийского края, а он уже назначал ответственного чиновника (обычно им становился главный архитектор губернии).

## Введение
Впоследствии, когда императорская семья заинтересовалась этими краями, император и его придворные начали чаще посещать Крым. Выяснилось, что уникальный архитектурный комплекс Бахчисарайский дворец (который остался после крымских ханов) за 50 лет обветшал и был к тому же существенно искажён новостройками. Поэтому Александр I приказал централизовать хаотичную застройку в Крыму, в частности на его побережье, а ответственным сделать генерал-губернатора и губернского архитектора.
Чтобы улучшить ситуацию, граф М. С. Воронцов предложил выделить отдельную должность главного архитектора Южного Крыма, наделив его контролирующими и исполнительными обязанностями. Поэтому в 1824 года введена должность архитектора Южного берега Крыма с оплатой в сумме двух тысяч рублей ассигнациями на год. Первому кому поручили выполнять должностные функции архитектора стал дипломированный архитектор-практик (и известен и отмечен императорскими наградами) — Филипп Эльсон.
Впоследствии, для императора оказалось обременительным такое жалование, поэтому с 6 февраля 1829 года финансировать нового архитектора приходилось уже самим крымчанам (в частности, татарам). Средств собирали немало, и ими покрывали остальных царских прихотей и проектов: платили другим архитекторам, содержали Никитский ботанический сад, ухаживали за виноградниками в Магараче, предоставили средства на учреждение в Симферополе библиотеки, открыли морское сообщение между Одессе и Крымом, финансировали сооружение пути из Симферополя на Южный берег Крыма.

«…из татар в Таврической губернии по 1 руб. 50 коп. С души на различные полезные предложения в Крыму, как-то: устройство городов, дорог, прочных мостов, почтовых домов, водопроводов для снабжения городов водой и других одинакового внимания заслуживают предметов…»

## Первые архитекторы
Первыми архитекторами Южного берега Крыма становились известные архитекторы того времени, которые добились успехов в градостроительстве. Обычно, это были главные строители-архитекторы Ялты или деятели архитектуры, назначенные генерал-губернаторами чиновники.
Согласно исследованним архивам, известно три архитектора в таком чине, о других данные не найдены:
- Филипп Эльсон — с 1824 по 1834 год, российский архитектор английского происхождения, академик Императорской Академии художеств, почётный член академии Св. Луки (Рим) и Флорентийской академии[8];
- Карл Эшлиман — с 1834 по 1864 годы, архитектор имения Романовых в Ливадии (Ливадийский дворец), создатель первой карты-плана Ялты (1873 год)[9];
- Краснов Николай — с 1887 по 1900 год, академик архитектуры, главный архитектор города Ялты, автор проекта Ливадийского дворца, получил высший чин от императора — архитектор Высочайшего Двора[10];